# 增六和弦
增六和弦主要有三种含义：

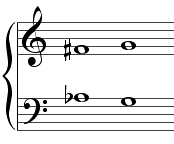
增六度通常向上下各扩展半音解决到八度

1. 增三和弦的第一转位——即低音与上方的两音分别构成大三度和小六度的和弦，例如：E-G♯-C。
2. 广义的含增六度的重属和弦组——即意大利增六和弦、法国增三四和弦、瑞士倍增三四和弦、德国增五六和弦、德国倍增五六和弦、澳大利亚加六音的增四六和弦等。这些和弦的共同特点是以音阶中的小下中音（即vi）为低音、并且含有音阶中的重属导音（即IV{\displaystyle ^{+}}），这两个音共同构成了这些和弦的特色音程——增六度音程。
3. 狭义的重属增六和弦——即意大利增六和弦。

广义的增六和弦（英語：Augmented Sixth Chord）是一個包含增六度音程的和弦，最初起源於文艺复兴时期，在巴洛克时期进一步发展，并在古典主义和浪漫主义音乐中形成明确的风格。

## 和弦组成
增六和弦的首要組成要求是擁有一組增六度音程，不論是在大調或小調音階裏，均取採降第六级音（也就是♭）和升第四级音（也就是♯）。在標準和弦進行的理論，這兩音所產生的不穩定性會自然推向最接近屬音，形成一個純八度。以此基礎下，在增六度中間插入不同的音級時，便成為了增六和弦。

## 标准和声功能
从巴洛克到浪漫主义时期，增六和弦一直有着同样的和声功能：作为半音调整后的前属和弦（通常是ii{\displaystyle _{3}^{4}}、IV{\displaystyle _{5}^{6}}、vi7或其小调同名和弦的变形）导向属和弦。这一向属和弦的运动因为♭向和♯向的半音解决而被加强。这两个音本质上行使导音的功能。这一特征令许多分析家比较增六和弦与重属和弦（V of V）的和声导向，因为两个和弦中都出现了♯，V的导音。在大调中，半音化的和声进行更加明显，因为除了♯还有♭也是半音变音，而在小调中只有♯一个变音。
在浪漫主义时期，增六和弦的和声更加模糊，因为作曲家不断挖掘其前属和弦之外的其他功能。参见#扩展功能。

## 形態
增六和弦有多種形態。每種的名稱都是以一个欧洲国家命名的，但是理论家对其精确的起源意见不一，而且为了定义根音和将其纳入传统和声体系纠结了几个世纪。

### 意大利增六和弦

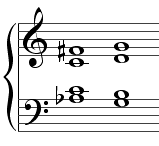
意大利增六和弦的和聲進行，由It^{6}過渡至V。

意大利增六和弦（It{\displaystyle ^{+6}}或It{\displaystyle ^{6}}）是最簡單的增六和弦，只運用三個音級，除原來的增六級外，中間再插入主音，形成♭——♯。在C大调或C小调上即為A♭—C—F♯。用和声功能则可被分析为降三音的重属导六和弦，即♭3DDⅦ6。
在進行四部和聲時，主音會重覆使用。根據和聲進行理論，上面的主音會上移至上主音；而下面的主音則會向下移至導音，最終變成屬和弦。

#### 示例
- 貝多芬的第24號鋼琴奏鳴曲 (貝多芬)，作品78中的第二樂章，一開始便採用了意大利增六和絃。

### 法國增六和弦

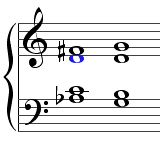
一般法國增六和弦的和聲進行，由Fr^{6}過渡至V

法国增六和弦（Fr{\displaystyle ^{+6}}或Fr{\displaystyle _{3}^{4}}）和意大利增六和弦类似，但增加了一个上主音：♭———♯，即C大调或C小调上的A♭—C—D—F♯。此和弦之所以名为「法国」是因为其中的音都包含在一个全音音阶中，让人联想到法国19世纪的音乐（特别是印象主义音乐）。用和声功能则可被分析为降五音的重属三四和弦，即♭5DD{\displaystyle _{3}^{4}}
根據和聲進行理論，上主音不會移動；主音則會向下移至導音，最終變成屬和弦。另一種形式為主音不會移動，而上主音則上升至中音，形式了I{\displaystyle _{4}^{6}}。

#### 示例
- 布拉姆斯的《巴格尼尼主題變奏曲（英语：ariations on a Theme of Paganini）》，作品35中的第11小節，首拍為分解法國增六和弦，第二拍開首為屬和弦。

### 德國增六和弦

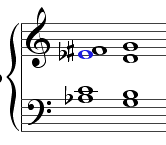
德國增六和弦的和聲進行，由Gr^{6}過渡至V，特點在標注藍色的♭3。

德国增六和弦（Gr{\displaystyle ^{+6}}或Ger{\displaystyle _{5}^{6}})也和意大利和弦类似，但增加了一个降中音♭：♭——♭—♯，即C大调或C小调上的A♭—C—E♭—F♯。在德奧當導的古典主義音樂中常找到，例如貝多芬的音樂。德國增六和弦和其餘兩個增六和弦有所不同，因其組合中包含了♭——♭，均屬小調音階中的基本音，所以亦較常出現於以小調寫成的樂曲。
用和声功能则可被分析为降三音的重属导五六和弦，即♭3DDⅦ{\displaystyle _{5}^{6}}。

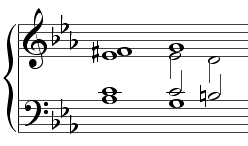
德國增六和弦通常都會先轉為I和弦，避免出現平行五度的和聲禁忌。

根據和聲進行理論，主音和降中音皆會向下移至導音及上主音，但如果以這樣的和聲進行，♭—♭ → —會產生平行五度，在和聲學是被建议尽量避免的，因此，使用德國增六和弦時，會採取以下方式化解：
1. 將♭變成或，使它變成為意大利增六和弦或法國增六和弦，但採用這個方法，亦間接令德國增六和弦喪失其獨有性[6]；
2. 更常採用的方式是採用「部份延遲」的方法，先將增六度化解為純八度，中間音級暫不作任何移動，這時♭——♭—♯會變為——♭—，即是i{\displaystyle _{4}^{6}}和弦或终止四六和弦以作緩衝；及後除低音外，其餘三個音級均向下移，使其變成———，即是V7和弦來解決。
3. 採用異名同音的記譜方式，將♭改寫成♯，根據和聲進行理論，♯與♯均採取上移，♭仍舊下移，至於則不作移動，結果♭——♯—♯會變為———，同樣變為I{\displaystyle _{4}^{6}}和弦或终止四六和弦；在聽覺上其實沒有分別，但在記譜法上則完全避免了平行五度的問題。将♭改寫成♯的德国增六和弦，通常被称作瑞士增六和弦（Sw{\displaystyle ^{+6}}或Sw{\displaystyle _{3}^{4}})。
4. 事实上，这种由德国增六和弦解决到属和弦而产生的平行五度，自古典时期就已经非常常见了，莫扎特用的尤为多，因此人们也将这个平行五度称为“莫扎特五度”。所以在古典和声写作中，虽然通常情况下平行五度是被禁止的，但是莫扎特五度是被特例允许的。

在爵士乐理中，德国增六和弦常被称作作重属和弦的三全音替代和弦的等和弦。

#### 示例
- 德彪西贝加莫组曲中“巴斯比埃舞曲”的高潮部分可以听到连续两次出现的德国六和弦。
- 米歇尔·海顿的C小调安魂曲，第一乐章中的德国六和弦：

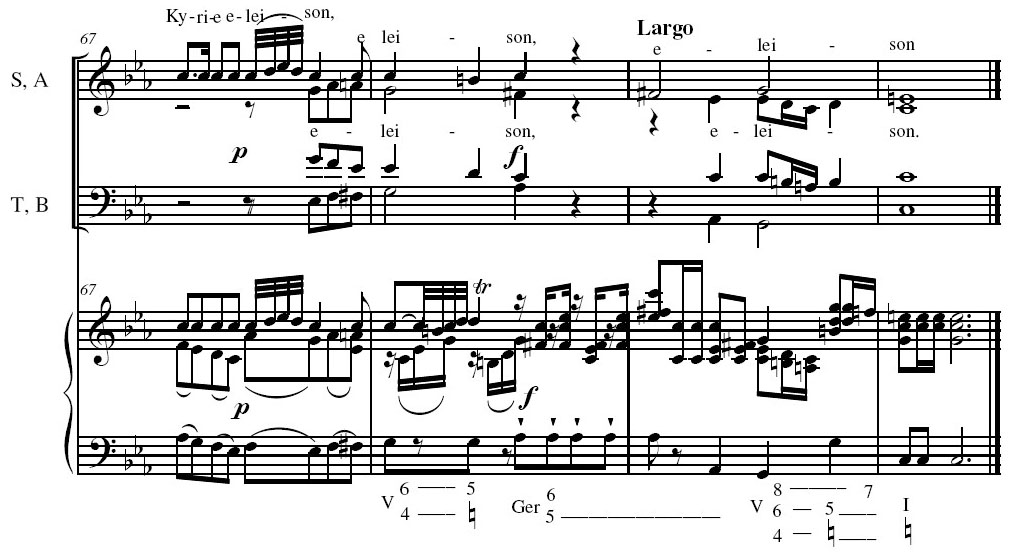

### 其他变形
增六和弦还有一些有着古怪地名的名字的其他变形。例如—♭——♯（F—A♭—B—D♯或F—A♭—B♭—D♯）被人称为澳大利亚增六和弦（♭5DD⁶{\displaystyle _{4}^{6}}或♭7DDIII₂或♯3DVII{\displaystyle _{3}^{4}}）。这些反常的变形一般都可以另做解释。

## 含增六度的重属和弦组和弦的不同名称
| 俗称                                                                      | 使用数字低音的俗称                                                                                      | 功能简写                                                | 斯波索宾分析                                                | 里曼分析 | C大调中的和弦          | c小调中的和弦                          |
| ------------------------------------------------------------------------- | --- | ------------------------------------------------------- | ----------------------------------------------------------- | --- | ---------------------- | -------------------------------------- |
| 意大利增六和弦 (It{\displaystyle ^{+6}})                                  | 意大利增六和弦 (It{\displaystyle ^{6}})                                                                 | 重属增六和弦 (DD增6)                                    | 降三音的重属导六和弦 (♭3DDⅦ6)                               | 降五音为低音、无根音的重属七和弦 ({\displaystyle D\!\!\!\!}{\displaystyle /\!\!\!}{\displaystyle D} 5> 7)                        | <aes' c'' fis''>       | {\key c \minor <aes' c'' fis''>}       |
| 法国增六和弦 (Fr{\displaystyle ^{+6}})                                    | 法国增三四和弦 (Fr{\displaystyle _{3}^{4}})                                                             | 重属增三四和弦 (DD增{\displaystyle _{3}^{4}})           | 降五音的重属三四和弦 (♭5DD{\displaystyle _{3}^{4}})         | 降五音为低音的重属七和弦 ({\displaystyle D\!\!\!\!}{\displaystyle D} 5> 7)                                                       | <aes' c'' d'' fis''>   | {\key c \minor <aes' c'' d'' fis''>}   |
| 瑞士增六和弦 (Sw{\displaystyle ^{+6}})                                    | 瑞士倍增三四和弦 (Sw{\displaystyle _{3}^{4}})                                                           | 重属倍增三四和弦 (DD倍增{\displaystyle _{3}^{4}})       | 升根音降五音的重属三四和弦 (♯1♭5DD{\displaystyle _{3}^{4}}) | 降五音为低音、升根音的重属七和弦 ({\displaystyle D\!\!\!\!}{\displaystyle D} 5> 7 1<)                                            | <aes' c'' dis'' fis''> | 没有                                   |
| 德国增六和弦 (Gr{\displaystyle ^{+6}})                                    | 德国增五六和弦 (Ger{\displaystyle _{5}^{6}})                                                            | 重属增五六和弦 (DD增{\displaystyle _{5}^{6}})           | 降三音的重属减导五六和弦 (♭3DDⅦ{\displaystyle _{5}^{6}}°)   | 降五音为低音、降九音、无根音的重属九和弦 ({\displaystyle D\!\!\!\!}{\displaystyle /\!\!\!}{\displaystyle D} 5> 9> 7)             | <aes' c'' es'' fis''>  | {\key c \minor <aes' c'' es'' fis''>}  |
| 非凡增六和弦(Exceptional Augmented sixth chord) (EA{\displaystyle ^{+6}}) | 非凡倍增五六和弦 (EA{\displaystyle _{5}^{6}})                                                           | 重属倍增五六和弦 (DD倍增{\displaystyle _{5}^{6}})       | 降三音的重属半减导五六和弦 (♭3DDⅦ{\displaystyle _{5}^{6}}ø) | 降五音为低音、无根音的重属九和弦 ({\displaystyle D\!\!\!\!}{\displaystyle /\!\!\!}{\displaystyle D} 5> 9 7)                      | <aes' c'' e'' fis''>   | 没有                                   |
| 奥地利增六和弦 (At{\displaystyle ^{+6}})                                  | 奥地利小增六和弦 (At{\displaystyle ^{6}})                                                               | 重属小增六和弦 (DD小增₆)                                | 降三音的、原根音与重降根音共存的重属导六和弦 (♭1♮1♭3DDⅦ₆)   | 降五音为低音、原三音与重降三音共存的、无根音的重属七和弦 ({\displaystyle D\!\!\!\!}{\displaystyle /\!\!\!}{\displaystyle D} 5> ) | 没有                   | {\key c \minor <aes' c'' fes'' fis''>} |
| 澳大利亚增六和弦 (Au{\displaystyle ^{+6}})                                | 澳大利亚加六音的增四六和弦(Au{\displaystyle _{4}^{6}})，或澳大利亚增二和弦(Au{\displaystyle _{2}^{4}}） | 加六音的重属增四六和弦 (DD⁶增{\displaystyle _{4}^{6}}） | 降五音加六音的重属四六和弦 (♭5DD⁶{\displaystyle _{4}^{6}})  | 降五音为低音、加六音的重属三和弦 ({\displaystyle D\!\!\!\!}{\displaystyle D} 5> 6)                                               | <aes' b' d'' fis''>    | {\key c \minor <aes' b' d'' fis''>}    |

## 增六和弦的“转位”
偶尔，增六和弦中的其他音会用作低音。由于理论家对于通常的位置是否是根音位置意见不一，“转位”一词这里或许并不精确，但有教科书中这样用。有时，“转位”增六和弦由于声部进行而形成。
法国哲学家和作曲家卢梭认为，这个和弦不能被转位（Dictionnaire de Musique）。17世纪升音做低音的位置一般只在德国出现。

### 示例
- 柴可夫斯基的第五交响曲，作品64的第一乐章，Allegro con anima，第三至第四小节
- 下面的片段展示了巴赫作品中的转位增六和弦。第二小节结尾处，增六和弦被转位以在男低和女高声部之间形成减三度或十度（C♯—E♭），这两个声部向内解决到八度：

## 增六和弦的“根音”
Simon Sechter在《作曲原则》中将C调上的法国六和弦A♭—C—D—F♯解释为半音变音的七和弦的第二转位，因此根音应该是'D'。德国六和弦A♭—C—E♭—F♯则解释为同一根音上的变音九和弦，但该根音被省略。（在Sechter的理论中，减七和弦F♯—A—C—E♭也作同样解释，即在D上省略根音的九和弦，从而与增六和弦一致。）
增六度向外解决的倾向因此可以这样解释，A♭作为根音D上的减五度是不谐和降音，必须下行级进解决，而F♯由于是升半音而必须上行级进解决。